# Acantholimon lycopodioides
Acantholimon lycopodioides är en triftväxtart som först beskrevs av Frédéric de Girard, och fick sitt nu gällande namn av Pierre Edmond Boissier. Acantholimon lycopodioides ingår i släktet Acantholimon och familjen triftväxter. Inga underarter finns listade i Catalogue of Life.